# Довлетабад — Хангіран — Сангбаст
Довлетабад — Хангіран — Сангбаст — трубопровід, споруджений в 2010 році для нарощування поставок туркменського газу до Ірану.
Іранські запаси блакитного палива одні з найбільших у світі, проте в 2000-х роках через використання значної частини видобутого ресурсу для підтримки пластового тиску нафтових родовищ та складності нарощування видобутку в умовах міжнародних санкцій вирішили розширити імпорт газу з Туркменістану, розпочатий в 1997 році через трубопровід Корпедже – Нека. Для цього у 2010-му ввели в експлуатацію лінію з туркменського родовища Довлетабад через прикордонний Серахс до газопереробного заводу Хангіран, звідки блакитне паливо може спрямовуватись до споживачів на заході країни по трубопроводу Хангіран – Нека.  
Втім, головним призначенням трубопроводу була подача ресурсу до газопроводу Сангбаст – Парчін, для чого проклали ділянку від ГПЗ Хангіран до Сангбасту (південніше від Мешхеду). Також від Сангбасту у 2010-х роках почали прокладання газопроводу до провінції Південний Хорасан (Сангбаст – Нехбандан). 
Газопровід виконаний в діаметрі труб 1020 мм та здатний перекачувати в рік до 12,5 млрд.м3. Довжина його туркменської ділянки становить 31 км, а ділянка від ГПЗ Хангіран до Сангбасту становить 120 км.